# 8-p-Menthanylhydroperoxid
8-p-Menthanylhydroperoxid ist eine organische chemische Verbindung aus der Gruppe der Hydroperoxide, die als Katalysator und Oxidationsmittel verwendet wird.

## Gewinnung und Darstellung
8-p-Menthanylhydroperoxid kann durch Oxidation von p-Menthan mit Sauerstoff gewonnen werden.

## Verwendung
8-p-Menthanylhydroperoxid wird als Initiator für organische Polymerisationen.

## Sicherheitshinweise
Die Dämpfe von 8-p-Menthanylhydroperoxid bilden mit Luft explosionsfähige Gemische (Flammpunkt 53 °C).